# Coleoxestia julietae
Coleoxestia julietae es una especie de escarabajo longicornio del género Coleoxestia, tribu Cerambycini, subfamilia Cerambycinae. Fue descrita científicamente por Galileo & Martins en 2007.

## Descripción
Mide 18-25,9 milímetros de longitud.

## Distribución
Se distribuye por Bolivia y Perú.